# Tristão e Isolda (filme)
Tristão e Isolda (em inglês:  Tristan & Isolde) é um filme tcheco-britano-estadunidense de 2006, dirigido por Kevin Reynolds, com roteiro de Dean Georgaris baseado na lenda medieval de Tristão e Isolda.

## Premissa
Em tempos sombrios, depois da queda do Império Romano, a fraca Grã-Bretanha está dividida em vários clãs que disputam o poder entre si, enquanto a poderosa Irlanda, intocada pelos romanos, domina e manda nas tribos britânicas. 
Para reverter a situação, o justo e nobre Marke, líder dos bretões, se encontra com chefes de outros clãs para tentar unir o país, mas acaba por ser atacado e assassinado por Morholt, líder os irlandeses, e seus seguidores. Na tentativa de salvar o jovem Tristão, Marke perde sua mão, mas garante a sobrevivência do jovem que ele criou como se fosse seu parente.
Anos depois, após mais um ataque das forças irlandesas, Tristão resgata seu povo, que havia sido capturado para servir de escravos para o malvado Morholt, que, nesse meio tempo, havia conquistado a mão da Princesa Isolda, com quem prometeu se casar.
Ao tentar tomar de assalto o castelo, Tristão é envenenado pela espada de Morholt, declarado morto por seus companheiros, e colocado em um barco funerário, após uma simbólica cerimônia. Isolda acaba por encontrar o barco e por se apaixonar pelo jovem rapaz, e quando ambos retornam para a Grã-Bretanha, a moça mente sobre seu nome para passar despercebido e poder viver com seu amor.
No entanto, após encontrar sua filha, o Rei Donnchadh, junto do traidor Wictred, decide promover um torneio, prometendo a mão de Isolda em casamento ao vencedor. Tristão enfrenta o desafio e o vence. Sem saber que Isolda é o seu amor, Tristão a oferece a Marke, para promover a união da Grã-Bretanha, mas quando ele a vê, a confusão toma conta de sua cabeça, e ele tem que decidir entre a amizade e lealdade por Marke, e o amor que sente por Isolda.